# Palacio de Congresos (Campo de las Naciones)
Palacio Municipal de Congresos – centrum kongresowe położone w Madrycie, w dystrykcie Barajas, w kompleksie Ifema, w części Campo de las Naciones (biznesowym centrum miasta).
Budynek powstał w 1993 roku. Architektem obiektu był Ricardo Bofill.
Centrum posiada 14 pięter, w tym siedem pod ziemią. Składa się z trzech skrzydeł o powierzchni użytkowej 30.000 m².
W środku mieści się trzydzieści sal, w tym czternaście konferencyjnych, różnej wielkości, w tym jedna nazwana Varsovia.
Odbyło się tu wiele konferencji i szczytów międzynarodowych, między innymi: 15 grudnia 1995 roku potwierdzono wprowadzenie jednej waluty („euro”) od dnia 1 stycznia 1999 roku.